# ساباش
ساباش (به مجاری:  Szabás) یک منطقهٔ مسکونی در مجارستان است که در ناحیه نادی‌آتاد واقع شده‌است. ساباش ۱۸٫۱۱ کیلومتر مربع مساحت و ۶۰۱ نفر جمعیت دارد.